# Smal getingfluga
Smal getingfluga (Chrysotoxum lineare) är en tvåvingeart som först beskrevs av Zetterstedt 1819.  Smal getingfluga ingår i släktet getingblomflugor, och familjen blomflugor.
Artens utbredningsområde är Sverige. Enligt den svenska rödlistan är arten nationellt utdöd i Sverige. . Arten har tidigare förekommit på Öland men är numera lokalt utdöd. Artens livsmiljö är våtmarker, jordbrukslandskap. Inga underarter finns listade i Catalogue of Life.